# Église de Mäntyharju
L'église de Mäntyharju (finnois : Mäntyharjun kirkko) est  une église luthérienne située à Mäntyharju en Finlande.

## Description
L'église de Mäntyharju est la seconde église de Finlande par sa taille.
Sa surface au sol est de 1 616 m2 et l'église peut accueillir 1700 personnes.
Son concepteur Charles Bassi avait tracé les plans d'une église pouvant recevoir 6 000 personnes mais la tailel sera revue à la baisse lors de la construction.
Le clocher est bâti en 1891.
Le retable est peint par Berndt Godenhjelm.